# ピアノ協奏曲第2番 (ヴィラ＝ロボス)

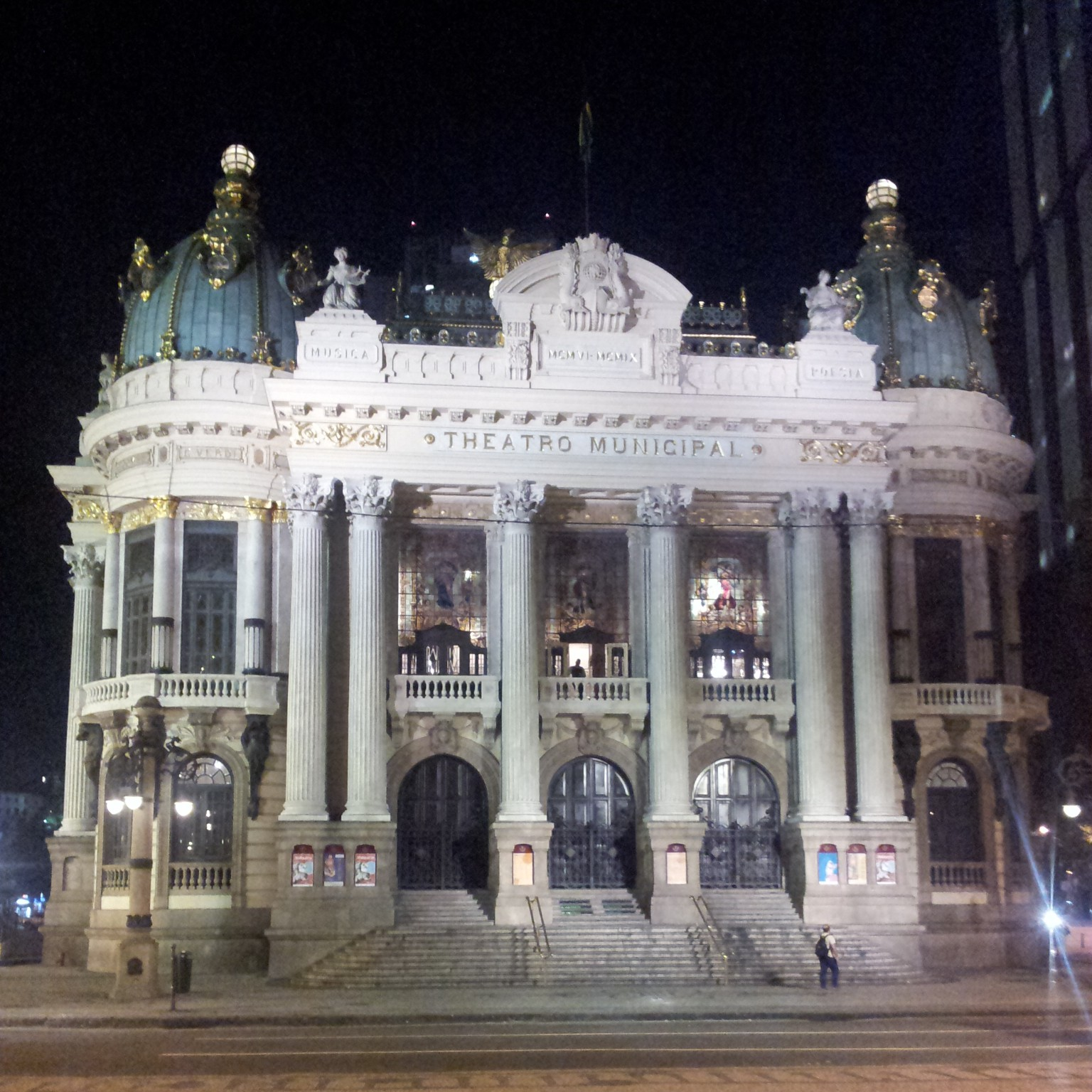
本作の初演の会場となったリオデジャネイロ市立劇場。

ピアノ協奏曲第2番 W487 は、エイトル・ヴィラ＝ロボスが1948年に作曲したピアノ協奏曲。

## 概要
本作は1948年にリオデジャネイロで作曲された。曲は作曲者の長きにわたる友人であったジョアン・デ・ソウザ・リマに献呈された。リマは1950年4月21日にリオデジャネイロ市立劇場で、作曲者自身の指揮、市立劇場交響楽団の演奏により本作を初演している。

## 楽器編成
ピアノ独奏、ピッコロ、フルート2、オーボエ2、コーラングレ、クラリネット2、バスクラリネット、ファゴット2、コントラファゴット、ホルン4、トランペット3、トロンボーン3、チューバ、ティンパニ、打楽器（タムタム、シンバル、バスドラム）、チェレスタ、ハープ、弦五部。

## 楽曲構成
全4楽章構成。演奏時間は約26分半。
1. Vivo
2. Lento
3. Quasi allegro – Cadenza
4. Allegro

第1楽章では、独奏が両方の手で並行した和音の動きを強調する。主要主題は旋法的色彩を持ち、楽章を通じて一定しない拍の区切りが起こり続ける。
第2楽章は次のように評されている。「粘り気がり、湿った夜想曲が豪華な管弦楽のカーペットを備えており、その上でピアノが増4度や三全音による遠隔の和声の迷路を飛んだり転がったりしていく。」この楽章にはブラジルの民謡が用いられている。
第3楽章は全体が独奏のためのカデンツァにあてられている。一方、スケルツォ風の終楽章は精力的で、地中海風の色彩を帯びる第1主題と抒情的な中間部がブラジルのモディンハの方法でまとめられている。

## 関連文献
- Appleby, David P. 2002. Heitor Villa-Lobos: A Life (1887–1959). Lanham, Maryland: Scarecrow Press. ISBN 978-0-8108-4149-9.
- Fortes Filho, Raimundo M. de Melo. 2004. “Concerto Para Piano e Orquestra n. 1 de Villa-Lobos: Um Estudo Analítico-Interpretativo.” Masters thesis, Universidade Federal da Bahia.
- Peppercorn, Lisa M. 1984. "Villa-Lobos's Commissioned Compositions". Tempo, New Series, No. 151 (December): 28–31.